# Warhammer 40.000
Warhammer 40.000 (auch Warhammer 40,000, Warhammer 40k, WH40k oder einfach nur 40k) ist ein Tabletop-Spiel der Firma Games Workshop. Es spielt in einer dystopischen Zukunft, in der die Menschheit und zahlreiche andere Spezies um die Vorherrschaft und das Überleben in der Milchstraße, sowie um das Erreichen von unzähligen Planeten bis hin zur Eroberung ganzer Systeme kämpfen.
Warhammer 40.000 ist die Science-Fiction-Version des Spiels Warhammer Fantasy Battles, spielt aber nicht in der Zukunft der dort dargestellten Warhammer-Welt, sondern in der Zukunft einer alternativen Realität, also im 41. Jahrtausend nach Christi Geburt. Die Spezies in Warhammer 40.000 sind dennoch größtenteils Abwandlungen der Völker aus Warhammer Fantasy.

## Geschichte
Die erste Ausgabe des Spieles erschien 1987 unter dem Namen Warhammer 40,000: Rogue Trader. Die Originalregeln und die Spielwelt wurden von Rick Priestley (Spieleautor bei Games Workshop) erschaffen. Das Spielkonzept war auf kleine, aber detaillierte Scharmützel ausgelegt. Zusätzliche Regeln und Hintergründe wurden regelmäßig im Magazin White Dwarf veröffentlicht. Das Spiel hatte einen starken Rollenspielcharakter, der in späteren Auskopplungen wie Necromunda oder Inquisitor wieder aufgegriffen werden sollte. Die wichtigsten Erweiterungen waren Warhammer 40,000 - Chapter Approved - Book of the Astronomican von 1988, welches in erster Linie Armeelisten enthält, sowie das Warhammer 40,000 Compendium, welches 1989 erschien und überarbeitete Artikel und Zusatzregeln aus dem White Dwarf Magazin enthält.
Ausführliche Regeln für die Armeen der Chaosgötter erschienen in den beiden Zusatzbüchern Realm of Chaos: Slaves to Darkness und Realm of Chaos: The Lost and the Damned. Belagerungsregeln sind im Zusatzbuch Warhammer Siege enthalten.
Die Spielregeln von Rogue Trader wurden im Laufe der Jahre durch Zusatzregeln immer wieder sehr stark verändert, so gab es mehrfach komplett überarbeitete Fahrzeugregeln, neue Nahkampfregeln und auch mit den Regeln für Psikräfte der einzelnen Völker wurde immer wieder experimentiert. Viele dieser Veränderungen flossen dann in die zweite Edition von Warhammer 40.000 ein.
Die zweite Ausgabe erschien 1993. Das Regelwerk wurde in einer Box mit Spielfiguren der Space Marines und der Orks, Geländeteilen und Würfeln ausgeliefert. Die Kämpfe waren der ersten Version ähnlich, jedoch auch auf größere Gefechte ausgelegt. Zur zweiten Ausgabe erschienen auch die ersten Armeebücher oder Codices, die den Hintergrund, die Spezialregeln und die Armeelisten einzelner Völker beinhalteten. In der Erweiterung Weltenbrand wurden unter anderem die Regeln für Psikräfte veröffentlicht. Seit dieser Edition ist Andy Chambers der Chefredakteur der Publikationen. Mit dieser Ausgabe wurde das Rollenspielelement fast vollkommen entfernt, die Regeln wesentlich vereinfacht und somit der Spielfluss stark beschleunigt.
Die dritte Edition erschien 1998. Das Regelwerk erschien als Buch und in einer Box zusammen mit Spielfiguren der Space Marines und der neuen Rasse Dark Eldar. Die Regeln wurden einfacher gestaltet, um größere Schlachten besser handhaben zu können. In der Erweiterung Straßenkampf wurden Spezialregeln für Kämpfe in städtischen Gebieten hinzugefügt. Später kamen Regeln für die Tau, die Hexenjäger und die Dämonenjäger hinzu.
In dieser Zeit wurden von Games Workshop die ersten weltweiten Veranstaltungen durchgeführt, die wichtige Schlachten in der Spielwelt als Hintergrund hatten. Die Ergebnisse von einzelnen Kämpfen wurden zusammengefasst und hatten Einfluss auf den Ausgang der Schlacht und somit auf die Geschichte der Spielwelt.
Die vierte Edition erschien 2004. Es gab drei Versionen: Hardcover mit vielen zusätzlichen Inhalten (Hintergründe, Abbildungen, Maltipps), als Box Kampf um Macragge (kompaktes Softcover mit Figuren der Space Marines und der Tyraniden) und als ledergebundene Collector’s Edition. Mit der Erweiterung Städte in Flammen wurden die Straßenkampfregeln überarbeitet. Im Oktober 2007 ist die zweite offizielle Erweiterung Apokalypse erschienen, welche erweiterte Regeln für Massenschlachten bietet. In der vierten Edition wurden die Codices wieder als vollständige Bücher über die Völker betrachtet und enthielten einen deutlich besser ausgearbeiteten Hintergrund und Einheitenbeschreibungen.
Im Juli 2008 erschien die fünfte Edition von Warhammer 40.000. Auch zu dieser Ausgabe erschien das Regelbuch in verschiedenen Varianten. So erschienen zusätzlich zum normalen Hardcover-Buch auch weitere limitierte Versionen mit zusätzlichen Extras, wie Spielmaterialien oder einem besonders gestalteten Cover. Das Regelbuch enthält zusätzlich zu den Regeln wieder eine große Sammlung von Hintergrund über das Universum von Warhammer 40.000. Zusätzlich erschien das Spielset Sturmlandung auf Black Reach, welches die Regeln sowie Modelle der Space Marines und der Orks enthielt, sowie einige Würfel, Schablonen und ein Maßband. Der Codex Blood Angels wurde erstmals als eigenständiges Buch veröffentlicht und ergänzte die Armeeliste aus dem White Dwarf um Hintergrundinformationen über den Orden.
Im Juli 2012 erschien die sechste Edition von Warhammer 40.000. Im September folgte die Veröffentlichung des dazugehörigen Startersets Sturm der Vergeltung (auch bekannt als Dark Vengeance), das Miniaturen der Dark Angels und Chaos Space Marines sowie Regeln und Spielutensilien enthält.
Am 24. Mai 2014 erschien die siebte Edition. In dieser Edition werden die Psifähigkeiten, die eine Art Magie darstellen, wieder in eine eigene Spielphase ausgelagert. Außerdem wird es mehr Freiheiten bei der Zusammenstellung der Armeen geben. Das Starterset ist nach wie vor Dark Vengeance.
Am 22. April 2017 wurde das Erscheinen der achten Edition für das laufende Jahr 2017 angekündigt, mit dieser geht eine weitest gehende Neugestaltung der Regelstruktur einher. Die achte Edition ist am 17. Juni 2017 erschienen. Das Starterset ist nun Dark Imperium in dem die neu hinzugekommenen Primaris Space Marines und neue Modelle der Death Guard enthalten sind.
Am 25. Juli 2020 erschien die 9. Edition als Hardcoverbuch und als limitierte Variante in der Box „Indomitus“. Die Box sollte ursprünglich limitiert sein, Games Workshop startete aber kurz nach dem Ausverkauf eine Auftragsanfertigung. In der Box sind Primaris und Necrons.
Zum 10. Juni 2023 wurde die 10. Edition veröffentlicht. Diese enthielt eine grundlegendere Änderung der Regeln, wodurch alle Regelbücher der vorherigen Editionen obsolet wurden. Die Kurzregeln wurden wie schon in den vorherigen Editionen kostenlos im Internet veröffentlicht, dazu erschienen die Regeln für die einzelnen Fraktionen als Indices ebenfalls kostenlos im Netz. Diese sollen im Verlauf der nächsten Jahre nach und nach durch Codex-Bücher ersetzt werden, welche Hintergrundinformationen zur Geschichte der Fraktion, Fotos von Modellen und Dioramen sowie Regeln zu den Modellen und Armeeorganisation enthalten. Mit der 10. Edition veröffentlicht Games Workshop auf ihrer Homepage regelmäßig Anpassungen und Änderungen an den Regeln und Punktesystem, um das Balancing zu verbessern.
Zur 10. Edition erschienen neue Startersets in drei verschiedenen Umfängen sowie die Launchbox „Leviathan“, welche neben dem Regelbuch Armeen für die Fraktionen der Space Marines und der Tyraniden enthält.

## Auszeichnungen
2018 wurde die 8. Edition von Warhammer 40.000 mit dem Origin Award für "Best Miniatures Game" (dt.: bestes Miniaturenspiel) ausgezeichnet.

## Spielprinzip
Die grundlegende Spielidee ist die Darstellung eines Gefechtes zwischen zwei (meistens) gleich starken Armeen. Jeder Spieler stellt seine Streitmacht mit passenden Zinn- bzw. Kunststoffminiaturen dar. Jede dieser Miniaturen hat dabei ein bestimmtes Werteprofil, in dem seine kämpferischen Fähigkeiten wiedergegeben werden. Je besser dieses Profil ist oder je besser die Sonderregeln der Figur sind, desto mehr Punkte kostet die Miniatur. Vor dem Spiel einigen sich die Spieler auf die Maximalhöhe der Punktkosten, die jedem von ihnen für das Zusammenstellen der Armeen zur Verfügung stehen. Bis zu diesem Limit steht es dem Spieler in einem bestimmten Rahmen frei, welche Einheiten er einsetzt und welche Ausrüstung er ihnen gibt. Auf diese Weise kann jeder Spieler individuelle Armeen aufstellen, und selbst wenn mehrere Spieler desselben Volkes aufeinandertreffen, sind ihre Armeen praktisch nie identisch.
Die Grundregeln zum Spielen finden sich im Hauptregelwerk (seit der 8. Edition ist ein Kurzregelwerk für erste Spiele digital kostenlos bei Games Workshop herunterladbar), während die Regeln zum Aufstellen und Spielen eines bestimmten Volkes im entsprechenden Codex (Armeebuch) zu finden sind. Ein solcher Codex enthält, neben einer Auflistung der zur Verfügung stehenden Einheiten und ihrer Ausrüstung, auch einige Hintergrundinformationen zu dem Volk.
Das Spiel läuft rundenbasiert ab, die Spieler führen ihre Züge also abwechselnd durch. Innerhalb eines Zuges kann ein Spieler Aktionen durchführen, die seinen Einheiten im Rahmen der Regeln zustehen. Diese unterteilen sich in Bewegung, Beschuss und Nahkampf. Der Ausgang der meisten Ereignisse wird per Würfelwurf bestimmt.
Jedes Spiel, auch Szenario genannt, folgt speziellen Regeln und hat ein bestimmtes Ziel. Dies kann vom simplen Versuch, den Gegner vollständig auszulöschen, bis hin zu komplexen Missionen wie dem Erbeuten bestimmter Gegenstände oder dem Einnehmen und Halten von Spielfeldvierteln gehen. Einige Spielgruppen planen zudem zusammenhängende Serien von Szenarien, die einen kompletten Feldzug simulieren, sogenannte Kampagnen. Nach Absprache können hierfür gesonderte Regeln gelten, etwa dass erfolgreiche Einheiten im Laufe der Kampagne Erfahrung sammeln und ihr Werteprofil verbessern. Oft wird eine Kampagne zudem in eine umfangreiche Hintergrundgeschichte eingefügt, um das Spielerlebnis noch weiter zu steigern. Je nach Ausgang der einzelnen Szenarien verändert sich der Verlauf der Kampagne zugunsten der momentanen Siegerfraktion, was die Spannung über den Gesamtausgang noch weiter steigert.

## Miniaturen und Gelände
Die Miniaturen sind im 28-mm-Maßstab gehalten, was ungefähr dem Maßstab 1:60 entspricht. Wie viele Tabletop-Spiele nutzt Warhammer 40.000 für Miniaturen und Reichweiten aber keinen einheitlichen Maßstab.
Die Miniaturen werden in der Regel von den Spielern selbst bemalt und zusammengebaut. Es steht dem Spieler hierbei frei, ob er eigene Uniformmuster für seine Armee entwickelt oder sich an die Vorgaben von Games Workshop hält. Eine weitere Möglichkeit, seine Armee individuell zu gestalten, ist zudem das Umbauen der Figuren mit Hilfe zusätzlicher Kleinteile oder Modelliermasse, einer zunächst knetbaren Masse, die nach einigen Stunden zu plastikähnlicher Konsistenz aushärtet. Dieser Teil des Hobbys macht für nicht wenige Fans den eigentlichen Reiz des Tabletop-Spiels aus. In der „Maker-Szene“ kommt auch immer häufiger 3D-Druck zum Einsatz, um individuelle Modelle für Warhammer zu gestalten und herzustellen.
Auch das Spielfeld selbst kann vom Besitzer mit großer Mühe gestaltet werden; Dabei werden wie bei vielen Tabletop-Spielen Geländestücke genutzt. Oftmals werden hierbei Hilfsmittel aus dem Modellbahnbau verwendet, wie z. B. Grasmatten, Hügel, Modellbäumchen. Games Workshop bringt jedoch auch eigene, optisch passende Geländestücke heraus. Nicht zuletzt lassen aber auch hier viele Spieler lieber ihrer eigenen Kreativität freien Lauf und stellen aus Polystyrol, leeren Verpackungen oder anderen Materialien mit Hilfe von Farbe und Modelliermasse detaillierte Gebäude, Hügel, Stellungen und ähnliches her.
Wurden die Modelle früher aus Zinn oder einer Mischung aus Zinn und Kunststoff hergestellt, wird seit einiger Zeit ausschließlich Kunststoff als Material verwendet. So erschienen etwa die Adeptus Sororitas im Jahr 2019 komplett aus Kunststoff, während sie zuvor eine der letzten Fraktionen gewesen sind, die fast ausschließlich aus Metall-Figuren bestand.

## Das Warhammer-40.000-Universum

### Der Warp
Es gibt außer unserem Warhammer-Universum, dem sogenannten Realraum, noch einen Hyperraum, der Warp, Immaterium oder Empyreum genannt wird. Im Warp existieren weder Naturgesetze noch Zeit und Raum, sondern er ist mit mentaler Energie, Warpmaterie bzw. Warpenergie, gefüllt. Jedes menschliche Bewusstsein besitzt dabei beispielsweise ein Abbild im Warp in Gestalt eines winzigen Fünkchens. Der Warp selbst wird meist mit der Metapher eines sturmumtosten Meeres beschrieben. Über die Abkürzung durch den Warp sind überlichtschneller Flug und Kommunikation möglich. Dazu werden solche Menschen benutzt, die mit ihrem Geist auf die Energien des Warp zugreifen können, die Psioniker, Librarians oder Navigatoren. Umgangssprachlich werden Wechselwirkungen zwischen Warp und Realraum als Magie bezeichnet und Psioniker werden als Hexer verunglimpft, gelten sie allgemein doch als ein notwendiges Übel. Untrainierte Psioniker werden vom Imperium verfolgt, um ihre Fähigkeiten in den Dienst der Menschheit zu stellen und sei es nur als Opfer an den Imperator. Dazu durchstreifen Flotten der Schwarzen Schiffe die Territorien der Menschheit, um Psioniker aufzuspüren und aufzusammeln.
Es gibt im Warp eingeborene Lebensformen, manche intelligent, manche eher tierhaft, die sich allerdings alle feindselig gegenüber Eindringlingen verhalten, wie z. B. gegenüber Raumschiffen, die den Warp durchqueren. Der Warp ist auch der natürliche Lebensraum des Chaos.

### Fraktionen in Warhammer 40.000

#### Allgemeines
Alle spielbaren Völker/Fraktionen besitzen vergleichbare Truppentypen, die in ihrer Kampfkraft meistens ebenbürtig, jedoch unterschiedlich spezialisiert sind. So besitzen alle Fraktionen Infanterie, Landfahrzeuge oder Kreaturen – vom Aufklärer bis zum Panzer – sowie übergroße Landfahrzeuge (z. B. imperialen Ritter oder Garganten der Orks) oder Kampfkreaturen (z. B. bei den Tyraniden) in jeweils verschiedenen Ausprägungen. Ähnliche Archetypen sind auch in den Raumflotten vertreten.

#### Imperium der Menschheit

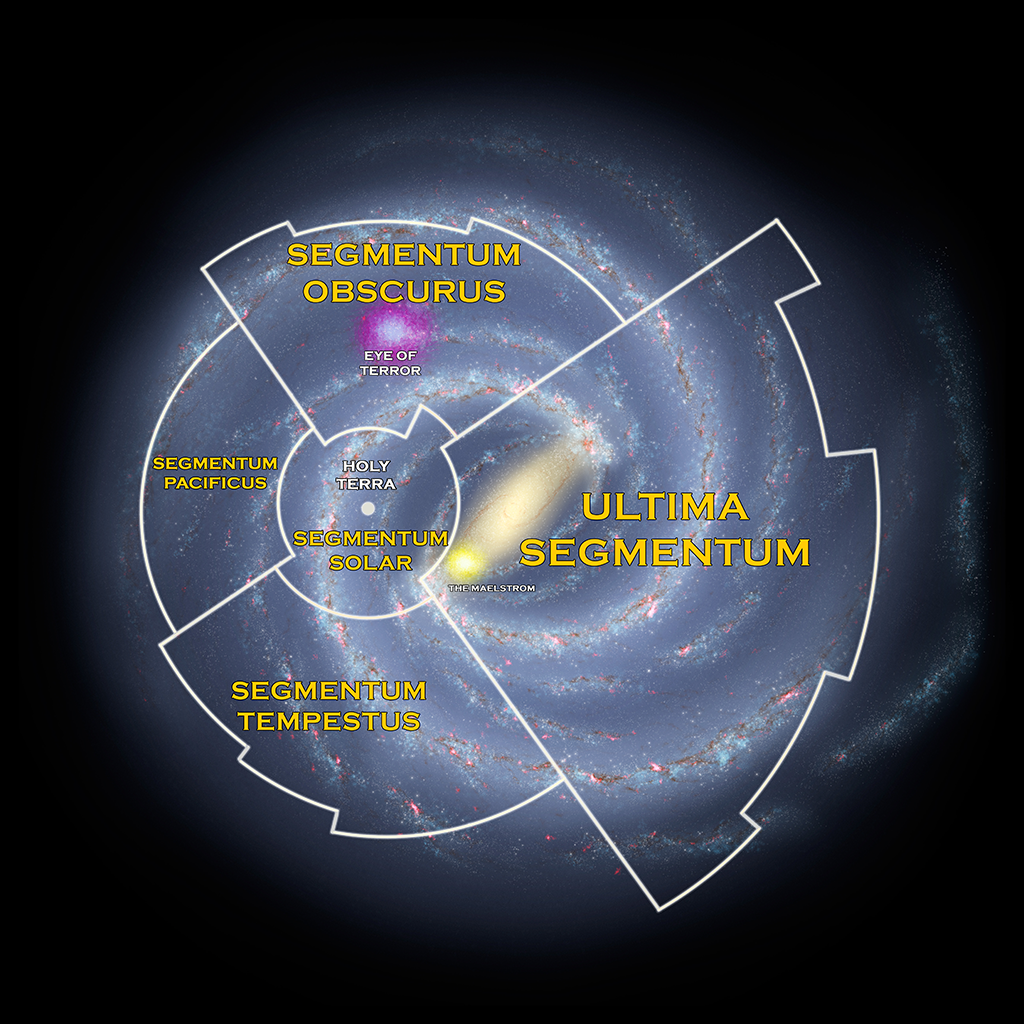
Sternenkarte der Milchstraße unterteilt in imperiale Sektoren des Warhammer-40.000-Universums. Die Erde befindet sich im Segmentum Solar

Das Imperium der Menschheit erstreckt sich über die gesamte Milchstraße, in der Millionen von Planeten von Menschen besiedelt wurden. Durch diese enorme Ausdehnung gerät es in Konflikte mit jeder Fraktion des Warhammer-40.000-Universums und wird daher von allen Seiten bedroht. Nominell wird das Imperium vom Gott-Imperator der Menschheit regiert. Dieser ist der Mensch mit der höchsten psionischen Begabung, die jemals festgestellt wurde. Er lenkte die Menschheit über Jahrtausende im Verborgenen und einte sie in schließlich in den Vereinigungskriegen und dem Großen Kreuzzug. Obwohl praktisch unsterblich, wurde er während eines Bürgerkrieges (Großer Bruderkrieg oder Horus Heresy), in dem das Chaos die Menschheit korrumpierte, durch verdorbene Kräfte nahezu tödlich verletzt. Doch bevor er starb, konnte er in einer lebenserhaltenden Maschine, dem so genannten Goldenen Thron, eingebettet werden, wo er seitdem in einer Art Koma liegt. Stellvertretend regiert für ihn der Hohe Senat von Terra, bestehend aus zwölf der mächtigsten Personen des Imperiums. Mit Hilfe des Goldenen Throns hält der Imperator ein psionisches Leuchtfeuer aufrecht, welches sich über fast das gesamte Imperium erstreckt und den imperialen Navigatoren im Warp als Orientierungshilfe dient. Dies gelingt nur mit der Unterstützung einer gewaltigen Masse von Psionikern, von denen angeblich jeden Tag 1000 geopfert werden, da sie ähnlich einer Glühbirne "ausbrennen". Mit diesem Leuchtfeuer ist es möglich, einen sicheren Weg durch den Warpraum zu finden, welcher überlichtschnelle Reisen ermöglicht, jedoch gefährlich zu befahren ist, da er von den Chaosgöttern, deren Dämonen und anderen bösartigen Warpkreaturen bewohnt wird. Die fortschrittlichsten Technologien des Imperiums stammen aus dem Dunklen Zeitalter der Technologie, in dem die Menschheit zu den Sternen aufbrach, und werden instand gehalten, repariert oder, sofern möglich, nachgebaut. Technischer Fortschritt geschieht in der Regel nur durch die Wiederentdeckung verlorener Technologien. Das Imperium verurteilt und bekämpft jegliche Art von nichtmenschlichem Leben, genetisch instabilen Mutanten und die Anhänger des Chaos, aber es geht auch temporäre Allianzen mit Eldar oder Tau ein, um gemeinsam gegen größere Übel wie die Tyraniden und das Chaos zu kämpfen und toleriert genetisch stabile Mutanten.
Das Imperium ist in seinen Grundzügen theokratisch (durch die Staatsreligion), totalitär und wird stellenweise feudal regiert. Demokratische und sezessionistische Tendenzen werden nicht gerne gesehen und nötigenfalls durch militärische Intervention und Attentate unterdrückt, da sie die Einheit des Imperiums gefährden und da den einfachen Bürgern nicht zugetraut wird, die harten Entscheidungen zu treffen, die für das langfristige Überleben der Menschheit notwendig sind. Trotzdem werden teilweise Würdenträger in Ämter von anderen Würdenträgern gewählt. Intrigen, Machtkämpfe und sogar offene Konflikte und Kriege zwischen Gruppen bzw. Fraktionen des Imperiums (z. B. Kriege zwischen Handelsgilden) sind keine Seltenheit und werden meist bis zu einem gewissen Grad toleriert, solange sie nicht die Stabilität des Imperiums oder die Produktion von wichtigen Kriegsmitteln gefährden. Der einfache Bürger bekommt durch die restriktive Informationspolitik von alledem praktisch nichts mit: Für ihn gibt es nur den Glauben an den Gott-Imperator, die imperialen Doktrinen und seine Arbeit, mit der er inmitten der allgegenwärtigen Armut irgendwie versucht, seinen Lebensunterhalt zu bestreiten.
Imperiale Garde

Die Imperiale Garde (manchmal auch Astra Militarum oder der Hammer des Imperators genannt) ist die reguläre Streitmacht der Menschen des Imperiums und ähnelt von allen spielbaren Parteien am ehesten realen Armeen. Die Imperiale Armee setzt große Massen entbehrlicher Infanteristen und gepanzerter Fahrzeuge ein. Sie ist mit unzähligen Milliarden Soldaten der größte organisierte Militärapparat der Galaxis und wird auch „Hammer des Imperators“ genannt. Je nachdem von welchem Planeten die Soldaten stammen, ähneln sie unterschiedlichen irdischen Armeen des 19. und 20. Jahrhunderts, darunter der Roten Armee, der Wehrmacht, Lawrence von Arabien und den Rambo-Filmen. Zudem gibt es keine einheitliche Armee, sondern jeder Planet stellt selbst eine Armee zusammen, die in Regimentern organisiert ist, um sie dann der übergeordneten Organisation des Imperiums zu übergeben. Für die Imperiale Garde zählt nur, dass die jeweiligen Regimenter den Vorschriften gerecht werden.
Space Marines

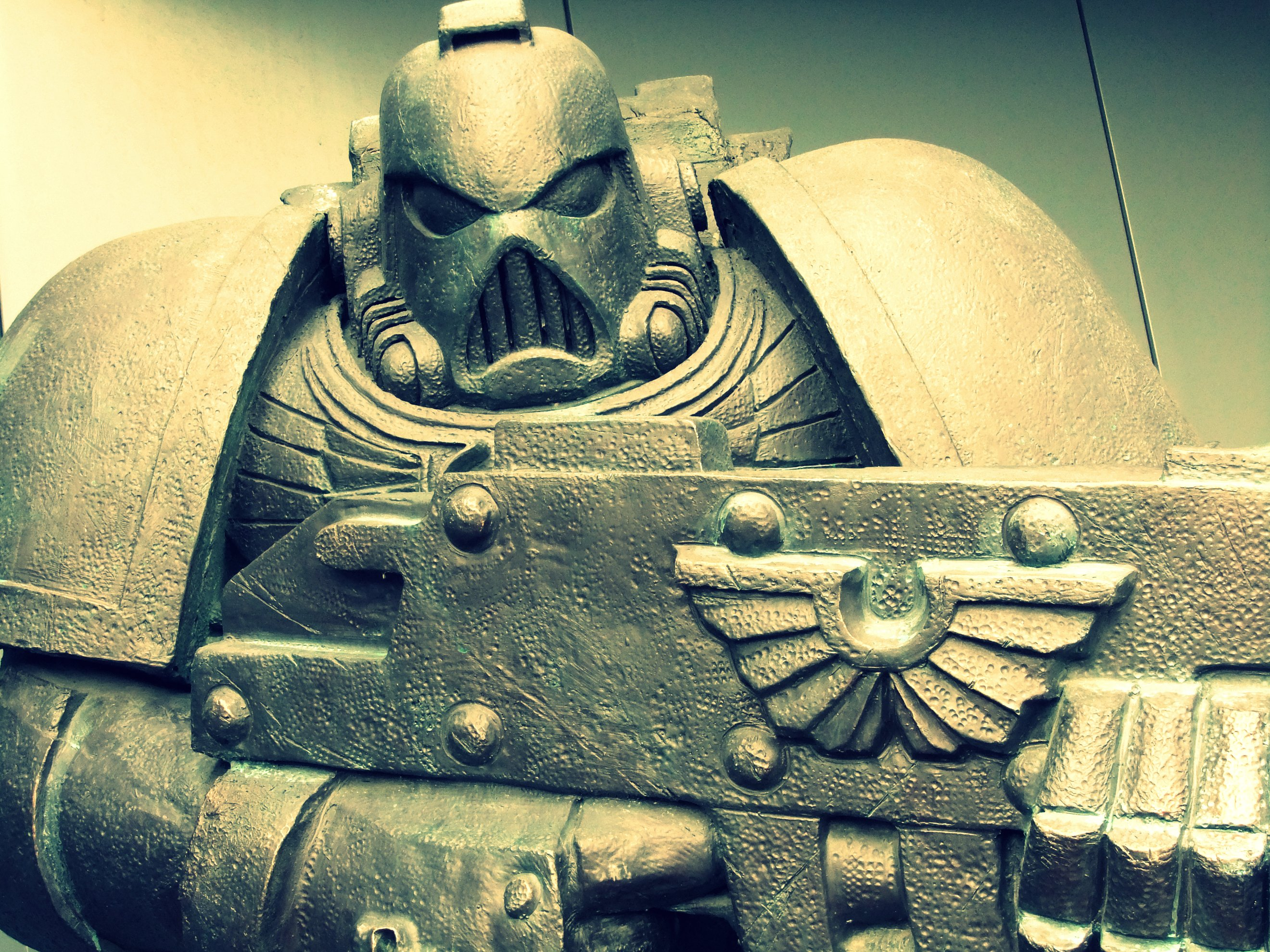
Space-Marine-Statue in Warhammer World in Nottingham, England

Die Space Marines sind die elitären Krieger der Menschheit sowie eine der taktisch stärksten, aber zahlenmäßig schwächsten Parteien in der 40k-Welt. Es handelt sich ausschließlich um rekrutierte Männer, die körperlich durch die vom Imperator entwickelte Gensaat (die von ihrem jeweiligen Primarchen stammt) aufgewertet und einem erbarmungslosen Training unterzogen werden. Das Implantieren der Gensaat, welche aus 19 zusätzlichen Organen besteht, erfolgt im Regelfall vor dem Einsetzen der Pubertät und beschleunigt sowie verbessert sämtliche zum Kampf geeigneten Körperfunktionen. Ein Space Marine hat eine extreme Wundheilungskraft, besitzt eine übermenschliche Toleranz Schmerzen gegenüber, kann in der Regel einige Tage lang ohne Schlaf und ohne Verlust von Leistung operieren und besitzt ein eidetisches Gedächtnis. Das Einsetzen der Gensaat bewirkt ein enormes Wachstum von Größe, Muskulatur und Skelett, sodass ein Marine ohne weiteres 2,50 Meter groß und über 300 Kilogramm schwer werden kann.
Ursprünglich existierten 20 Space Marine Legionen, die jeweils aus der Gensaat eines Primarchen erzeugt wurden.
Die Primarchen sind die „Söhne“ des Imperators. Sie wurden nicht wie normale Menschen gezeugt und dann genetisch verbessert, sondern sind von Grund auf durch nicht mehr reproduzierbare Methoden gezüchtet. Gerüchteweise fanden bei der Erschaffung der Primarchen Teile des genetischen Codes des Imperators Verwendung, dies wird in den Romanen angedeutet, aber nie explizit bestätigt. Ein Primarch ist vom Körperbau und seiner Leistungsfähigkeit einem Space Marine so weit voraus, wie ein Space Marine einem „normalen“ Menschen. Die einzelnen Primarchen verkörpern inhaltlich bestimmte Facetten und vererben diese Eigenschaften an ihre Space Marines weiter. So besteht eine Legion aus hervorragenden Belagerungsspezialisten, eine Legion aus Nahkampfexperten, eine Legion aus Festungsbauern usw. Die 20 Space Marine Legionen sind.
- I. Legion: Dark Angels; Primarch: Lion El Johnson; Heimatwelt: Caliban
- II. Legion: Unbekannt (Innerhalb des 40K-Universums wurden alle Aufzeichnung zur II. und XI. Legion, ihrer Primarchen und Heimatwelten gelöscht)
- III. Legion: Emperors Children; Primarch: Fulgrim; Heimatwelt: Chemos
- IV. Legion: Iron Warriors; Primarch: Perturabo; Heimatwelt: Olympia
- V. Legion: White Scars: Primarch Jaghatai Khan; Heimatwelt: Chogoris
- VI. Legion: Space Wolves; Primarch: Leman Russ; Heimatwelt: Fenris
- VII. Legion: Imperial Fists; Primarch: Rogal Dorn; Heimatwelt: Inwit, später Terra
- VIII. Legion: Night Lords; Primarch: Konrad Curze; Heimatwelt: Nostramo
- IX. Legion: Blood Angels; Primarch: Sanguinius; Heimatwelt: Baal
- X. Legion: Iron Hands; Primarch: Ferrus Manus; Heimatwelt: Medusa
- XI. Legion: Unbekannt (Innerhalb des 40K-Universums wurden alle Aufzeichnung zur II. und XI. Legion, ihrer Primarchen und Heimatwelten gelöscht)
- XII. Legion: World Eaters; Primarch: Angron; Heimatwelt: Keine (Inoffiziell nimmt die Rekrutierungswelt Bodt eine entsprechende Rolle ein)
- XIII Legion: Ultramarines: Primarch: Roboute Guilliman; Heimatwelt: Macragge
- XIV Legion: Death Guard; Primarch: Mortarion; Heimatwelt: Barbarus
- XV Legion: Thousand Sons; Primarch: Magnus der Rote; Heimatwelt: Prospero
- XVI Legion: Sons of Horus (vormals Luna Wolves); Primarch: Horus Lupercal; Heimatwelt: Cthonia
- XVII Legion: Word Bearers; Primarch: Lorgar Aurelian; Heimatwelt: Colchis
- XVIII Legion: Salamanders; Primarch: Vulkan; Heimatwelt: Nocturne
- XIX Legion: Raven Guard; Primarch: Corvus Corax; Heimatwelt: Deliverance
- XX Legion: Alpha Legion; Primarch: Alpharius Omegon (Zwillingsprimarchen); Heimatwelt: Unbekannt

Nach dem Horus-Häresie genannten Bürgerkrieg wurden die loyal zum Imperium gebliebenen Legionen in meist 1000 Space Marines umfassende Orden aufgeteilt.
Space Marines tragen meist Vollkörperpanzerungen, die sogenannte Servorüstung. Sie verfügen im Allgemeinen über fortschrittlichere Ausrüstung als die Imperiale Armee. Die Space Marines sind in an kirchliche Ritterorden aus dem Mittelalter angelehnte Orden zu meist eintausend Mann unterteilt. Die meisten Orden besitzen sogar eigene Planeten oder ganze Planetensysteme, über die sie herrschen und von wo aus sie ihre Aufnahmekandidaten rekrutieren. Prominente Beispiele für Space-Marine-Orden sind die Ultramarines, Black Templars, Imperial Fists, Blood Angels, Dark Angels, Salamanders und Space Wolves. Die Space-Marine-Orden sind relativ frei in ihren Entscheidungen, wann, wo und wie sie für das Imperium in die Schlacht ziehen. Sie verehren den Imperator als ihren Vater, aber anders als beinahe alle anderen im Imperium nicht als Gott, mit Ausnahme einiger weniger Orden wie den Black Templars, welche sich nicht an den Codex Astartes halten (ein vom Primarchen Guilliman geschriebenes Buch zum Verhalten der Space Marines), diese sehen den Imperator als Gott und sind seit Jahrtausenden auf einem nie endenden Kreuzzug gegen die Feinde des Imperators. Sie leben nur für den Kampf und müssen auf Familie und Privatleben verzichten.
Adepta Sororitas
Die heiligen Schwestern des Adepta Sororitas sind die sogenannten Töchter des Imperators. Diese Orden bestehen ausschließlich aus Frauen und stellen den bewaffneten Arm der Ekklesiarchie dar, des religiösen Arms der imperialen Verwaltung. Sie sind äußerst stark in ihrem Glauben an den Gott-Imperator und bekämpfen die (vermeintlichen) Ungläubigen gnadenlos, wo sie ihrer habhaft werden können, auch in den Reihen des Imperiums. Häufig arbeiten sie daher mit der Inquisition zusammen. Ihr Vorgehen im Kampf ähnelt dem der Space Marines, allerdings sind die Schwestern im Gegensatz zu den Space Marines nicht genmanipuliert und tragen daher weniger schwere Rüstungen und Waffen. Bei der Bewaffnung liegt ihr Schwerpunkt auf der Dreifaltigkeit aus Bolter, Flammwaffen wie den klassischen Flammenwerfern und Meltern (Anführer können darüber hinaus einige wenige Plasmawaffen erhalten).
Inquisition

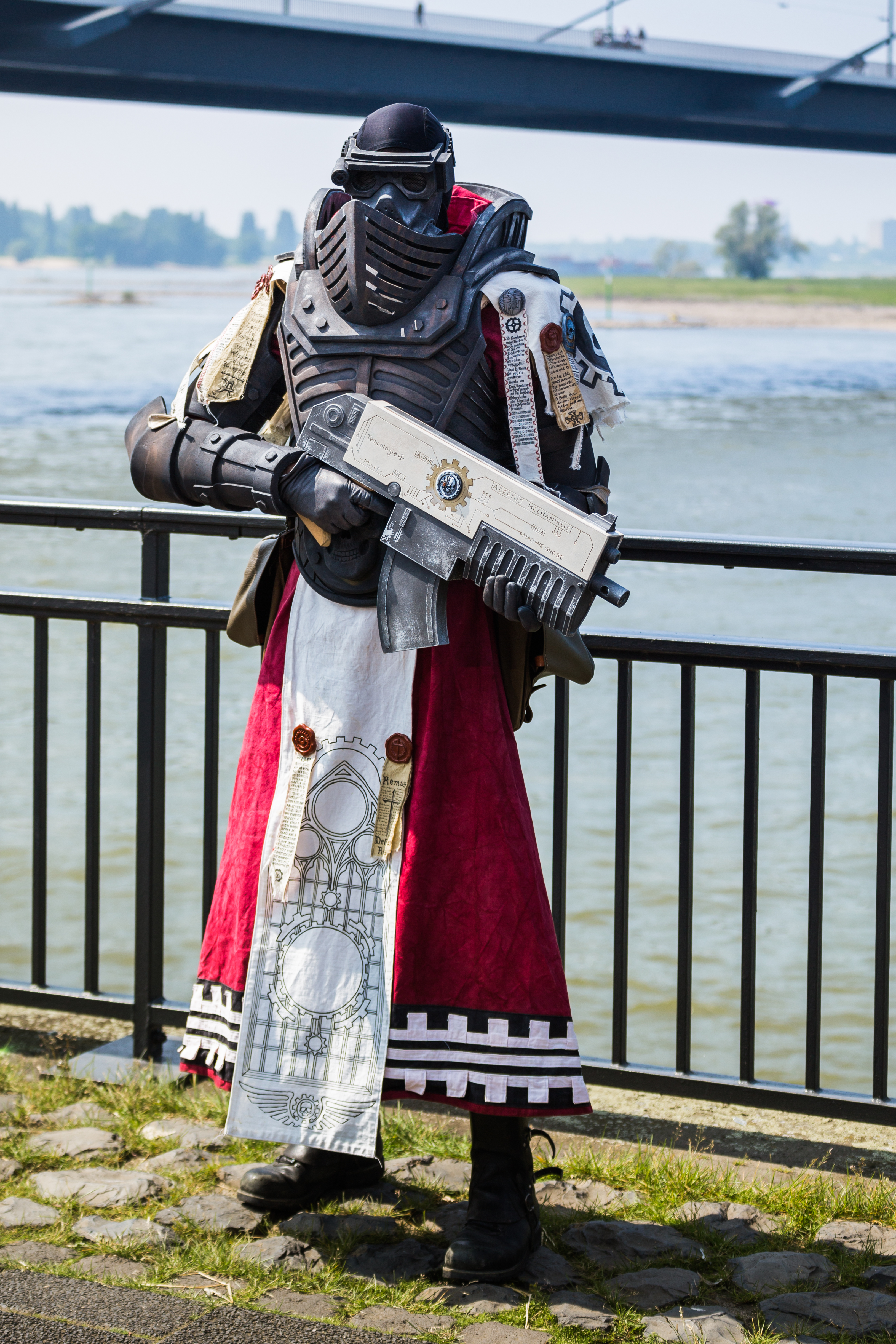
Warhammer-40.000-Cosplayer in der Figur eines Inquisitionssoldaten

Die Inquisition des Imperiums ist angelehnt an die mittelalterliche europäische Inquisition. Sie bekämpft Feinde wie etwa verräterische planetarische Herrscher, die das Imperium von innen heraus bedrohen, aber untersucht auch mögliche Bedrohungen von außen. Sie ist eine Mischung aus Geheimdienst und oberster Polizeibehörde. Je nach Art der Bedrohung tritt einer der Orden der Inquisition bzw. eine Fraktion oder ein einzelner Inquisitor in Aktion und hat praktisch uneingeschränkte Befugnisse. Obwohl Inquisitoren prinzipiell nur dem Imperator Rechenschaft schuldig sind, wird ihre Autorität bei Zeiten von anderen Organisationen dennoch in Frage gestellt. Die bekanntesten Orden sind der Ordo Hereticus (Hexenjäger, auf der Jagd nach unsanktionierten Psionikern und Ketzern im Sinne des Imperialen Glaubens), der Ordo Malleus (Dämonenjäger), und der Ordo Xenos (Alienjäger). Innerhalb der Orden existieren weitere Fraktionen, die ihr Handeln nach eigenen Glaubenssätzen bestimmen. Die zwei Hauptströmungen sind dabei Puritaner (konservativ) und die Radikale (liberal).
Jeder Inquisitor beschäftigt ein eigenes Gefolge aus  Agenten, Spezialisten und Soldaten mit zugehörigen Ressourcen. Der Umfang richtet sich allerdings nach dem Einfluss und Ansehen des jeweiligen Inquisitors. Die Inquisition verfügt durch Abkommen über Spezialeinheiten, deren Mitglieder aus verschiedenen Space Marine Orden rekrutiert werden, die sog. Deathwatch des Ordo Xenos oder die Grey Knights des Ordo Malleus. Allerdings sind die Grey Knights ein eigenständiger Orden mit eigener Welt (Titan, Saturnmond). Sie sind der letzte erschaffene Orden (nicht zu verwechseln mit gegründeten Orden) der Space Marines und verfügen über eine modifizierte Gensaat, sodass sie für Korruptionen des Chaos unempfänglich sind.
Adeptus Mechanicus
Das Adeptus Mechanicus, die Kirche des Maschinengottes, ist der großindustrielle, technische Arm des Imperiums mit dem Mars als Heimatplaneten. Es ist relativ autonom mit dem Imperium verbündet, gründend auf der Überzeugung, dass der Imperator der auserwählte Prophet des Maschinengottes ist. In der Religion des Mechanicus sind Maschinen heilig und das Fleisch schwach, daraus folgend sind Anhänger (sog. Techpriester) meist stark bionisch verändert und der Verstand kalt auf Logik fokussiert. Das Mechanicum ist Hauptverantwortlich für Produktion, Instandhaltung und Aufbau von Technik bzw. Maschinen im Imperium, damit auch für alle Fahrzeuge und Waffen der Armeen. Allerdings sind diese Prozesse über die Jahrtausende stark ritualisiert worden und viel Wissen ist verloren gegangen. Grundlagenforschung findet praktisch nicht statt, da gemäß den Glaubenssätzen des Maschinenkultes alles Wissen bereits in der Galaxie vorhanden ist und nur (wieder-)entdeckt werden muss. Reverse engineering von seltenen oder einzigartigen Stücken findet nicht statt, aus Angst die als heilig verehrten Maschinen irreparabel zu beschädigen.
Für die Massenproduktion der Maschinen, welche für die andauernden Kriege der Imperialen Kräfte benötigt werden, unterhält das Mechanicum ganze Fabrikwelten, hat aber auch eigene Streitkräfte, so die Titanen-Legionen, riesige Kriegsmaschinen, die mit vernichtenden Waffen ausgestattet sind, die Skitarii (bionisch modifizierte reguläre Armeen) sowie die verbündeten Knight-Häuser (Gruppen großer Kampfläufer) und eigene Flotten, die zum Teil für den Transport der Ressourcen und Maschinen genutzt werden, zum anderen Teil zur Suche nach verlorenem Wissen alter Zeit.
Sonstige
Daneben besitzt das Imperium noch weitere (quasi-)militärische Einheiten wie das Officio Assassinorum, eine Art Ministerium für Attentate, planetare Verteidigungstruppen, die Adeptus Arbites, schwerbewaffnete planetare Ordnungshüter sowie Milizen verschiedener Adelshäuser. Seit 2018 sind auch die Adeptus Custodes als eigene Armee spielbar. Dabei handelt es sich um die goldgerüstete Leibgarde des Imperators auf Terra, deren Mitglieder zu den stärksten Figuren des Spiels zählen, deren Armeen dafür jedoch nur sehr klein sind. Freihändler erkunden mit ihren Schiffen und Gefolge von der Menschheit unerschlossene oder vor langer Zeit aufgegebene Teile der Galaxie nach Handelsrouten, Schätzen und Wissen. Die Imperiale Flotte unterhält eigene bewaffnete Truppen für Enterkämpfe im Weltraum.

#### Chaos
Die Chaos-Götter sind Wesenheiten im Warp, die sich von negativen Emotionen Sterblicher aus dem Realraum nähren. Jeder Gott steht für einen anderen negativen Aspekt, jedoch auch für positive Aspekte der menschlichen Seele: Khorne steht für Blutvergießen und Brutalität sowie Ehre, Nurgle für Krankheit und Verfall, aber auch für den Kreislauf des Lebens und Heilung, Tzeentch für Lüge und Hinterlist, jedoch auch für Veränderung, Slaanesh für Lust und exzessive Ausschweifung sowie Lebenslust und Freude. Um ihren Machtbereich zu erweitern, können sie besonderen Kultisten im Realraum einen Teil ihrer Macht verleihen, damit diese Portale für die Dämonen öffnen können, um diese in das Standarduniversum zu beschwören. Steht ein Anhänger in besonderer Gunst einer dieser Götter, kann es vorkommen, dass sie ihn mit Waffen, Gaben oder Mutationen belohnen.
Einst stifteten sie den Primarchen und obersten Kriegsherrn Horus zur Rebellion gegen das Imperium an und viele Einheiten der Imperialen Armee, der Space Marines, der Titanenlegionen und der Imperialen Flotte liefen zum Chaos über. Die Rebellen verloren jedoch den Krieg und mussten sich in den sogenannten Wirbel des Chaos, einen Warpriss, in dem sich Realuniversum und Warpraum überschneiden, zurückziehen. Kämpfe zwischen verschiedenen Fraktionen und Kulten der einzelnen Chaosgötter sind nicht ungewöhnlich. Nur bei größeren Kampagnen, wie den Schwarzen Kreuzzügen, ziehen alle an einem Strang. Unter den anderen Völkern der Milchstraße besitzt das Chaos praktisch keine Anhänger.
Dämonen
Die Dämonen sind Emanationen des Chaos, die nicht überall auftreten können. Normalerweise manifestieren sie sich nur durch Rituale, Besessenheit oder Risse im Warp. Die Anwesenheit von Chaos-Anhängern reicht aus, um eine kleinere Dämonenhorde zu beschwören und im Hier und Jetzt zu halten. Dämonen werden aus der Essenz ihres Chaosgottes erschaffen die ihnen jederzeit bei ungehorsam wieder entrissen werden kann, was ihre Auslöschung bedeutet. Schon allein ihr Auftreten verbreitet Schrecken unter den Feinden des Chaos.
Die Dämonen sind von großer Körperkraft und Zähigkeit, einige besitzen auch Psi-Kräfte, allerdings hat auch jeder Chaosgott seine kleinen Infanterie-Dämonen, welche in größerer Masse auftauchen, dafür aber nicht allzu zäh sind. Dämonen, die keine physische Form annehmen können, ergreifen Besitz von Kriegsmaschinen und werden so zu Dämonenmaschinen.
Chaos Space Marines
Ihre Ausrüstung hat sich seit der Abspaltung vom Imperium nicht wesentlich weiterentwickelt. Deswegen fehlen ihnen einige der moderneren Waffen- und Fahrzeugtypen. Nachschub wird hauptsächlich durch Plünderung und Piraterie gewonnen, jedoch ist auch einiges der Ausrüstung fortschrittlicher, da die Technologie dafür inzwischen für das Imperium verloren ist. Ein Hauptproblem der ursprünglichen abtrünnigen Legionen ist, dass sie keine neuen Space Marines züchten können und dadurch langsam ausbluten oder Abtrünnige neuer Space Marine Orden aufnehmen müssen. Allerdings haben viele Chaos Space Marines durch Besessenheit, Mutation und sogenannte Dämonengeschenke (dämonische Mutationen) an Stärke gewonnen. Nur die wenigsten Chaos Space Marines können deswegen noch körperlich oder geistig als menschlich angesehen werden. Wenn eine Einheit nur eine einzige Chaosgottheit anbetet, so hat sie ihren Kampfstil an dessen Philosophie angepasst. Ihre Einheitenmarkierungen sind martialischer und düsterer als früher. Die Chaos Marines verstecken sich zumeist in Welten innerhalb eines großen Wirbels, in welchem sich Warp und Realraum vermischen und wo sich imperiale Truppen selten hintrauen. Im Gegensatz zu den imperialen Space Marine Orden sind die meisten Chaos Marines in kleine Banden, Flotten oder wenige große Legionen verteilt, die sich oft stark gemischt einem charismatischen, von den Chaosgöttern gesegneten Anführer verschrieben haben. Bündnisse zwischen den Banden und Legionen sind selten und meist nur sehr instabil, wenn es gegen das Imperium geht, und werden häufig von Feindschaften zwischen den Banden/Legionen bzw. deren Anführern überschattet.
Chaos-Kultisten
Bei ihnen handelt es sich um ehemalige imperiale Bürger, die zum Chaos übergelaufen sind. Sie bilden Guerilla-Armeen, die jedoch selten genug Ausrüstung besitzen, um mehr als leichte Infanterie aufzustellen. Dennoch stellen sie durch terroristische Angriffe und das Beschwören von Dämonen eine große Gefahr dar. Sie besitzen zwar nicht die Mittel für einen offenen Schlagabtausch, sie können jedoch die planetaren Verteidiger lange genug beschäftigen, um anderen Chaos-Truppen ein sicheres Vorankommen zu gestatten.
Verlorene und Verdammte
Unter den Verlorenen und Verdammten versteht man den Großteil der Chaos-Streitkräfte. Sie bilden einen gemischten Haufen aus Mutanten und übergelaufenen imperialen Soldaten. Durch diese Überläufer gleicht ihr Waffenarsenal stark dem der imperialen Armee. Häufig schließen sich den Verlorenen und Verdammten auch Chaos Space Marines oder die planetaren Chaos-Kultisten an.
Sie sind seit der zweiten Edition nicht mehr spielbar.
Streitigkeiten und Kriege unter den Chaos Streitkräften sind die Regel und werden oft von den Göttern des Chaos gefördert um die Stärksten unter den Anhängern zu finden und zu belohnen.

#### Eldar
Der Name Eldar (in neueren Editionen Aeldari genannt) stammt ursprünglich aus Tolkiens Mittelerde-Zyklus und bezeichnet dort die „Sternenelben“. Die Eldar haben spitze Ohren, schöne Gesichter und schlanke, lange Körper. Sie waren einst die vorherrschende Rasse im Universum, sind nun jedoch nahezu ausgestorben und ziehen auf wenigen, dafür riesigen Weltenschiffen durch die Galaxis. Sie waren die einstigen Herrscher über das Gebiet das heute der Wirbel des Chaos ist. Die Eldar verfügen über leichte, elegante und sehr fortgeschrittene Technologie. Durch ihre zunehmende Dekadenz ermöglichten sie die Geburt des Chaosgottes Slaanesh. Dort wo sich einst die Kernwelten der Eldar befanden, bildete sich ein chaotisches Raumgebiet, das Wirbel des Chaos genannt wird.
Die Eldar haben sich in vier Fraktionen aufgespalten: Die zahlenmäßig stärksten Fraktionen der Weltenschiff-Eldar und der Dark Eldar und die zahlenmäßig schwächeren Fraktionen der Exoditen und der Harlequine. Um bei ihrem Tod ihre Seelen nicht in die Hände Slaaneshs fallen zu lassen, tragen die Weltenschiff-Eldar Seelensteine bei sich, die im Todesfall ihre Seele aufnehmen, konservieren und schützen.

#### Dark Eldar
Die Dark Eldar (in neueren Editionen Drukhari genannt) stellen jenen Teil des Eldar-Volkes dar, welcher die alten, dekadenten Traditionen nicht aufgegeben hat. Sie tragen stachlige, scharfkantige Rüstungen und haben sadistische Charakterzüge. So lieben sie es, ihre Gefangenen zu foltern und zu quälen. Um nicht zu sterben und von den Chaosgöttern verschlungen zu werden, verlängern sie ihr Leben durch Schmerzen, die sie ihren Gefangenen und Feinden zufügen.
Die Dark Eldar bewohnen die dunkle Stadt Commoragh, eine gewaltige Ansammlung verschiedener Satelliten, die in einer Dimensionsfalte vor Slaanesh verborgen liegt. Die Dark Eldar leben in einer strengen, hierarchischen Gesellschaft, die von drei Fraktionen geprägt sind. Dies sind die Kabalen, die Hagashîn-Kulte, welche an Römische Gladiatoren angelehnt sind, und die Haemonculi-Zirkel, die uralten Foltermeister der Dark Eldar. Diese Gesellschaft ist von ständigen Putschen und Umsturzversuchen geprägt, insbesondere innerhalb der Kabalen, deren Führer sich ständiger Putschversuche erwehren müssen.
Die Dark Eldar sind Weltraumpiraten und Sklavenjäger; sie haben kein Interesse daran, Planeten oder Systeme zu erobern. Im Kampf verlassen sie sich auf ihre hohe Mobilität und verzichten dafür auf schwere Panzerung.
In neueren Editionen existiert eine weitere, Ynnari genannte Fraktion. Sie besteht aus den Anhängern des Todesgottes der Eldar, welche aus den verschiedenen Fraktionen und Völkern stammen. Sie streben die Wiedergeburt ihres Gottes an und somit eine Erneuerung ihrer Rasse.

#### Orks

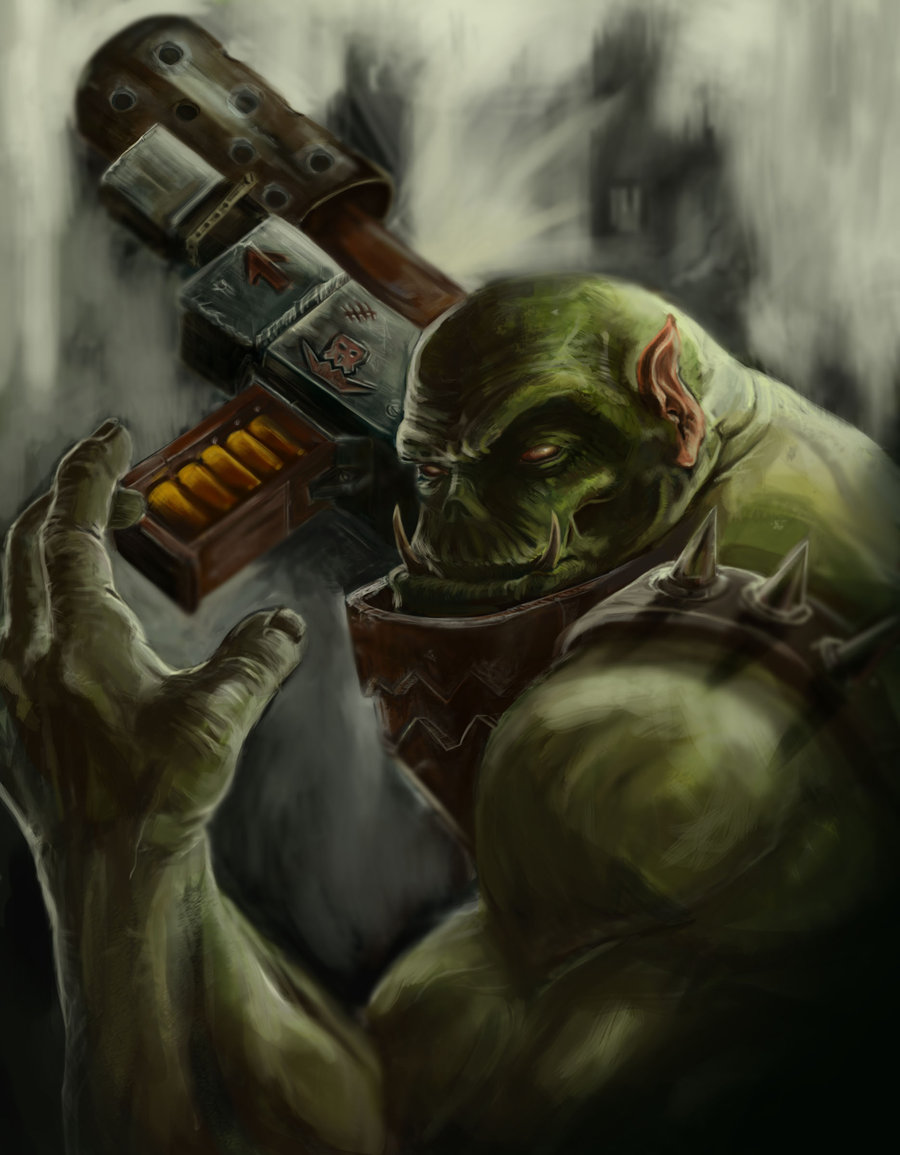
Ork-Krieger (Fan-Artwork)

Orks sind im Vergleich mit den anderen Spezies primitive, muskelbepackte, grüne Hünen. Sie kommen zwar in fast jedem Sektor des Universums vor, besitzen jedoch kein umfassendes zusammenhängendes Sternenreich. Stattdessen wird jede in sich geschlossene Horde vom stärksten Individuum angeführt: dem Boss. In der Regel sind sie mit internen Machtkämpfen beschäftigt, doch schart mitunter ein einzelner charismatischer und tatkräftiger Ork viele Horden um sich und führt Krieg gegen andere Spezies. Dieser besonders mächtige Boss wird dann Waaaghboss genannt, der Kriegszug wird nach dem orkischen Schlachtruf als Waaagh! bezeichnet.
Orks sind überaus aggressiv, da ihre primitive Kultur Konflikte nur mittels roher Gewalt löst. Bei ihnen gilt das Gesetz des Stärkeren. Im Kampf setzen sie auf Masse und primitives, doch robustes Kriegsgerät, welches häufig aus Waffen und Ausrüstungsteilen anderer Völker zusammengebaut ist. Es gibt Hinweise darauf, dass die von den Orks mit nur wenig Sachverstand zusammengesetzten Maschinen nur funktionieren, weil die Orks selbst an ihr Funktionieren glauben. Unterbewusst sollten die Orks gewisse Strahlungen emittieren, die diesen Effekt zur Folge haben. So lässt sich auch erklären, dass orkische Fahrzeuge tatsächlich schneller sind, nur weil die Orks sie mit roter Farbe angemalt haben.
Die Orks pflanzen sich durch Sporen fort, die sie ähnlich wie Hautschuppen eher unterbewusst abstoßen. Es gibt mehrere orkoide Völker, die sich alle aus denselben Fortpflanzungssporen entwickeln: Die Orks, die Grots und die Snots. Die beiden Letzteren sind von kleiner Statur und werden von den Orks als Arbeiter oder entbehrliche Streitkräfte verwendet.
Die Squigs sind eine typische, sehr aggressive Tierart, die nur im Zusammenhang mit Orks auftaucht. Sie dient als Nutztier oder wird in der Schlacht auf den Feind losgelassen.

#### Necrons
Necrons sind arkane Konstrukte, die wie metallene Skelette aussehen. Einst waren sie allerdings Wesen aus Fleisch und Blut, bis die C'tan sie um ihre Körper betrogen. Sie wurden vor 60 Millionen Jahren von uralten Göttern – den C'tan – aus dem Volk der Necrontyr geschaffen, das seine Seelen zugunsten der Unsterblichkeit verkaufte. Sie ruhen nun in Grüften tief unter der Erde vieler Planeten in Stasis und erwachen, wenn fremde Völker ihre Planeten betreten, oder schlichtweg zufällig. Nach dem überarbeiteten Hintergrund des Codex Necrons (2011) haben die Necrons die Sternengötter der C'tan bekämpft, nachdem diese die Necrons mittels ihrer neuen Metallkörper zu versklaven versuchten. Ihr Ziel ist die Wiedereroberung der Galaxie, welche einst ihnen gehörte und die Unterdrückung, wenn nicht gar Auslöschung jeglichen Widerstands, sowie Mittel und Wege zu finden, ihre fleischlichen Körper wieder zu erlangen. Necrons sind im Kampf äußerst widerstandsfähig, da ihre metallenen Körper sich selbst von größeren Schäden in kürzester Zeit erholen und gefallene Necrons sich sogar selbst reparieren können. Sie stellen in vielerlei Hinsicht ein technologisches Äquivalent zur Darstellung der Untoten in Warhammer Fantasy dar, treten aber in geringerer Zahl auf. Im Kampf verlassen sie sich auf ihre überlegene Feuerkraft.

#### Tyraniden
Die Tyraniden stammen von einer außerhalb der den Menschen bekannten Galaxie. Sie wurden nach dem ersten von ihnen angegriffenen imperialen Außenposten Tyran benannt. Ihr Aussehen ist im Vergleich zu anderen Spezies sehr fremdartig, da sie keinen humanoiden Körperbau besitzen, sondern eher wie außerirdische Insekten wirken. Ihr Design wurde maßgeblich durch die Alien-Filmreihe beeinflusst. Sie ziehen in Schwarmflotten durch das Universum und überfallen jeden bewohnten oder belebten Planeten, auf den sie dabei stoßen. Dort absorbieren sie sämtliche verfügbare Biomasse und ziehen anschließend weiter.
Die Tyraniden verfügen über keine mechanische Technologie; sie erzeugen alle Ausrüstungsgegenstände einschließlich ihrer Waffen und Raumschiffe biologisch und können sich mittels der von ihnen gesteuerten Evolution rasch anpassen. Die Tyraniden sind ein Superorganismus, der vom unsterblichen Geist des Schwarmbewusstseins gelenkt wird und keine Individuen wie beispielsweise Menschen oder Tau kennt.
Tyraniden bevorzugen meist den Nahkampf. Ihre Infanterie-Einheiten neigen dazu, schnell und hart zuschlagend, aber fragil zu sein. Sie haben außerdem niedrige Punktkosten, was bedeutet, dass Tyraniden-Armeen im Spiel in der Regel ziemlich groß sind. Des Weiteren haben Tyraniden starke Abwehrfähigkeiten gegen Feinde mit Psikräften. Viele Tyraniden-Einheiten besitzen die Eigenschaft „Schatten im Warp“, welche es für feindliche Psioniker in der Nähe schwieriger macht, ihre Psikräfte zu nutzen.

#### Tau

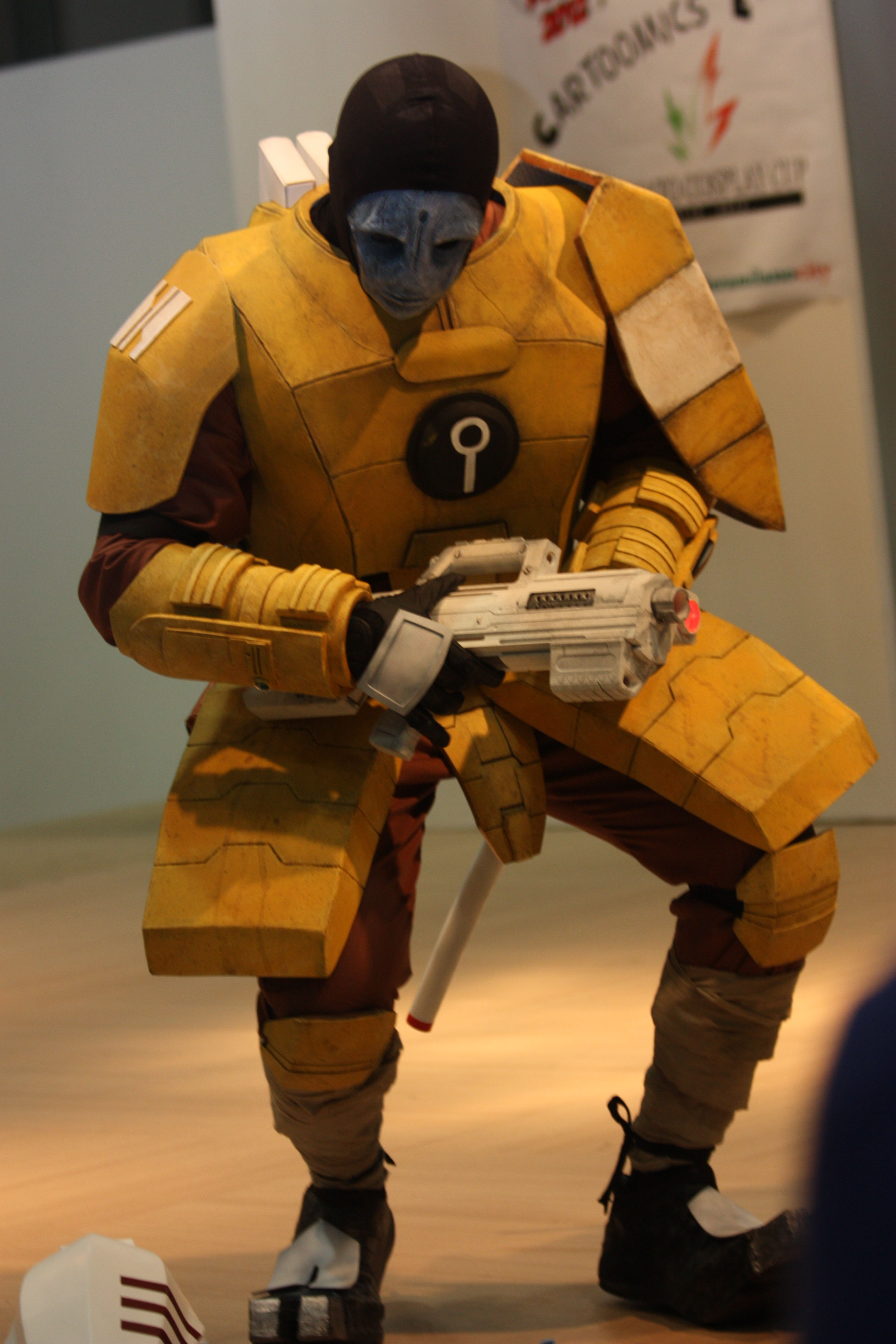
Tau-Feuerkrieger (Cosplayer)

Die Tau haben im Gegensatz zu den Menschen oder Eldar kein Abbild im Warp. Sie sind ein junges Volk, das aber dennoch über moderne Technologien und Waffen mit großer Feuerkraft verfügt. Einst wurden sie von einem Warpsturm vom Rest der Galaxis getrennt, wodurch sie sich ungestört entwickeln konnten. So kommt es, dass fortschrittliche Kampfanzüge und Antigravtechnologie ihnen hohe Mobilität im Kampf verleihen. Die Tau haben ein Sternenreich gegründet, um das Höhere Wohl aller Lebewesen zu mehren und damit eine Art idealen Staat zu schaffen. Die Tau haben ein auf Kasten basierendes Staatssystem, von dem die sog. Feuerkaste die Armee bildet.
Ihre Alliierten sind die Kroot und die Vespid Stachelflügler sowie viele weitere kleinere Spezies. Diese Verbündeten werden benötigt, da sich die unterschiedlichen Eigenschaften dieser Völker ergänzen. So sind etwa die Kroot für den Nahkampf zuständig, da die Tau diesen als zu barbarisch und brutal empfinden und körperlich nicht für diesen geeignet sind. Die Tau selbst sind spezialisiert auf den Fernkampf und haben fortschrittliche Schusswaffen. Auch gibt es Menschen, die sich entweder durch die Eroberung ihrer Welten, als Kriegsgefangene, oder aus freien Stücken den Tau als sogenannte Gue'vesa-Hilfstruppen anschließen und von ihnen ausgebildet und ausgerüstet werden.

#### Konglomerate der Votann
In der neunten Edition wurden die Konglomerate der Votann als spielbare Fraktion eingeführt und damit die Squats aus frühen Editionen wiederbelebt. Die Spezies, welche sich selbst als „Kyn“ bezeichnet, entspricht einem Science Fiction Äquivalent der Zwerge aus dem Fantasy-Genre. Die Kyn entstammen Bergbaukolonien, die in vor-imperialen Zeiten vom alten Terra in den Galaktischen Kern entsendet wurden. Durch Jahrtausende der weitgehenden Isolation ist unter den dortigen Bedingungen eine eher kleinwüchsige, aber auch robuste und hochtechnisierte Spezies entstanden. Es herrscht Uneinigkeit, ob die Kyn als Abhumane oder doch als Xenos zu sehen sind. Fakt ist, dass die Kyn sich durch Klonen und Genmanipulation fortpflanzen. Die Kultur der Kyn ist geprägt von einem überdurchschnittlichen Mut und Entdeckerdrang, handwerklichem Geschick, sowie einem ausgeprägten Ahnenkult. Zentrum dieses Kultes sind die als „Votann“ bezeichneten Ahnenkerne, selbstbewusste Maschinen, in denen das Bewusstsein der vorangegangenen Generationen der Kyn gesammelt ist. Um solche Ahnenkerne bilden sich verschiedene Sippen mit Spezialisierungen, welche untereinander Allianzen und Gilden formen und als Gesellschaft die Konglomerate ergeben.

## Andere Medien

### Computerspiele (Auswahl)
|      | Titel (Publisher)                                                                                 | runden-basiertes Strategiespiel | Echtzeit-Strategiespiel | Echtzeit-Weltraum-Strategiespiel | runden-basiertes Action-Strategiespiel | Isometrischer Echtzeit-Shooter | Ego- und Third-Person-Shooter              | Rollenspiel | Action-RPG | Action jump and run |
| ---- | ------------------------------------------------------------------------------------------------- | ------------------------------- | ----------------------- | -------------------------------- | -------------------------------------- | ------------------------------ | ------------------------------------------ | ----------- | ---------- | ------------------- |
| 1992 | Space Crusade (Gremlin Graphics Software) rundenbasierte Computerspielumsetzung von StarQuest     |                                 |                         |                                  | x                                      |                                |                                            |             |            |                     |
| 1993 | Space Hulk (EA)                                                                                   |                                 |                         |                                  | x                                      |                                |                                            |             |            |                     |
| 1996 | Space Hulk: Vengeance of the Blood Angels (EA)                                                    |                                 |                         |                                  |                                        |                                | x (Ego-Shooter)                            |             |            |                     |
| 1997 | Final Liberation (SSI)                                                                            | x                               |                         |                                  |                                        |                                |                                            |             |            |                     |
| 1998 | Chaos Gate (SSI)                                                                                  | x                               |                         |                                  |                                        |                                |                                            |             |            |                     |
| 1999 | Rites of War (SSI)                                                                                | x                               |                         |                                  |                                        |                                |                                            |             |            |                     |
| 2003 | Fire Warrior (Kuju/THQ/GWI)                                                                       |                                 |                         |                                  |                                        |                                | X (Ego-Shooter)                            |             |            |                     |
| 2004 | Dawn of War (THQ/GWI)                                                                             |                                 | x                       |                                  |                                        |                                |                                            |             |            |                     |
| 2006 | Glory in Death (THQ Mobil) für N-Gage                                                             | X                               |                         |                                  |                                        |                                |                                            |             |            |                     |
| 2007 | Squad Command (THQ) für PSP und NDS                                                               | X                               |                         |                                  |                                        |                                |                                            |             |            |                     |
| 2009 | Dawn of War II (THQ)                                                                              |                                 | X                       |                                  |                                        |                                |                                            |             |            |                     |
| 2011 | Kill Team (THQ)                                                                                   |                                 |                         |                                  |                                        | X                              |                                            |             |            |                     |
| 2011 | Space Marine (THQ)                                                                                |                                 |                         |                                  |                                        |                                | X (Third-Person-Shooter)                   |             |            |                     |
| 2013 | Space Hulk (Full Controll Studios)                                                                |                                 |                         |                                  | X                                      |                                |                                            |             |            |                     |
| 2014 | Warhammer 40.000: Storm of Vengeance (Eutechnyx)                                                  |                                 | X (Line defense-Spiel)  |                                  |                                        |                                |                                            |             |            |                     |
| 2014 | Warhammer 40.000: Carnage (Roadhouse Games)                                                       |                                 |                         |                                  |                                        |                                |                                            |             |            | x                   |
| 2014 | Warhammer 40.000: Armageddon (Flashback Games, The Lordz Games Studio)                            | X                               |                         |                                  |                                        |                                |                                            |             |            |                     |
| 2015 | Warhammer 40.000: Deathwatch (Rodeo Games)                                                        |                                 |                         |                                  | X                                      |                                |                                            |             |            |                     |
| 2015 | Legacy of Dorn: Herald of Oblivion (Tin Man Games)                                                |                                 |                         |                                  | X (Ego-Shooter)                        |                                |                                            |             |            |                     |
| 2015 | Warhammer 40.000: Space Wolf (HeroCraft, 2015 für iOS & Android) – rundenbasiertes Strategiespiel |                                 |                         |                                  | X                                      |                                |                                            |             |            |                     |
| 2016 | Talisman: The Horus Heresy (Nomad Games)                                                          |                                 |                         |                                  | X                                      |                                |                                            |             |            |                     |
| 2016 | Battlefleet Gothic: Armada (Focus Home Interactive)                                               |                                 |                         | X                                |                                        |                                |                                            |             |            |                     |
| 2016 | Eisenhorn: Xenos (Pixel Hero Games)                                                               |                                 |                         |                                  |                                        |                                |                                            |             | X          |                     |
| 2016 | Warhammer 40.000: Eternal Crusade (Behaviour Interactive)                                         |                                 |                         |                                  |                                        |                                | X (Third-Person-Shooter)                   |             |            |                     |
| 2016 | Space Hulk: Deathwing (Focus Home Interactive)                                                    |                                 |                         |                                  |                                        |                                | X (Ego-Shooter)                            |             |            |                     |
| 2017 | Warhammer 40.000: Sanctus Reach (Straylight Entertainment)                                        | X                               |                         |                                  |                                        |                                |                                            |             |            |                     |
| 2017 | The Horus Heresy: Battle of Tallarn (HexWar Games)                                                | X                               |                         |                                  |                                        |                                |                                            |             |            |                     |
| 2017 | Dawn of War 3 (Sega)                                                                              |                                 | X                       |                                  |                                        |                                |                                            |             |            |                     |
| 2018 | Inquisitor – Martyr (NeocoreGames)                                                                |                                 |                         |                                  |                                        | X                              |                                            |             |            |                     |
| 2018 | Warhammer 40,000: Gladius – Relics of War (Slitherine Software)                                   | X                               |                         |                                  |                                        |                                |                                            |             |            |                     |
| 2018 | Space Hulk: Tactics (Cyanide Studios)                                                             |                                 |                         |                                  |                                        |                                |                                            |             |            |                     |
| 2018 | Warhammer 40.000: Mechanicus (Kasedo Games)                                                       |                                 |                         |                                  | X                                      |                                |                                            |             |            |                     |
| 2019 | Battlefleet Gothic: Armada 2 (Focus Home Interactive)                                             |                                 |                         | X                                |                                        |                                |                                            |             |            |                     |
| 2020 | Necromunda: Underhive Wars                                                                        |                                 |                         |                                  | X                                      |                                |                                            |             |            |                     |
| 2021 | Warhammer 40.000: Lost Crusade                                                                    |                                 |                         | X                                |                                        |                                |                                            |             |            |                     |
| 2021 | Necromunda: Hired Gun                                                                             |                                 |                         |                                  |                                        |                                | X (Ego-Shooter)                            |             |            |                     |
| 2022 | Warhammer 40.000: Darktide                                                                        |                                 |                         |                                  |                                        |                                | X (Ego-Shooter)                            |             |            |                     |
| 2023 | Warhammer 40.000: Boltgun                                                                         |                                 |                         |                                  |                                        |                                | X (Ego-Shooter)                            |             |            |                     |
| 2023 | Warhammer 40.000: Rogue Trader (Owlcat Games)                                                     |                                 |                         |                                  |                                        |                                |                                            | X           |            |                     |
| 2024 | Warhammer 40.000: Space Marine 2                                                                  |                                 |                         |                                  |                                        |                                | X (Third-Person-Hack and Slay und Shooter) |             |            |                     |

### Verwandte Tabletopspiele
- Raumflotte Gothic – Weltraumschlachten im Warhammer-40.000-Universum
- Necromunda – Banden-Kämpfe in den Städten des Imperiums
- Inquisitor – Mix aus Rollen- und Tabletopspiel, in dem Missionen mit Charakteren aus Warhammer 40.000 erfüllt werden müssen.
- Gorkamorka – Ein Ableger von Warhammer 40.000, der sich nur mit Orks beschäftigt.
- Epic - Warhammer 40.000 im kleineren 6-mm-Maßstab mit entsprechend größeren Armeen und Fahrzeugen/Monstern
- Kill Team - Ein Ableger von Warhammer 40.000, der sich auf Scharmützel zwischen einzelnen Trupps konzentriert.

### Romane
Seit 1990 sind eine Reihe von Science-Fiction-Romanen in der Welt von Warhammer 40.000 in der Black Library erschienen.
Übersetzte Romane:
- Genräuber – Hrsg. Neil Jones und David Pringle
- Space Marine – Ian Watson
- Inquisitior-Draco-Reihe – Ian Watson
- Gaunt's-Ghosts-Reihe – Dan Abnett
- Space-Wolf-Reihe – William King
- Runenpriester – William King
- Seelentrinker-Reihe – Ben Counter
- Ultramarines-Reihe – Graham McNeill
- Eisenhorn-Trilogie – Dan Abnett
- Dawn-of-War-Reihe – C.S. Goto
- Der-Grosse-Bruderkrieg-Reihe
- Der doppelte Adler – Dan Abnett
- Schlangenschwur – Dan Abnett
- Ravenor-Trilogie – Dan Abnett
- Titanensturm – Dan Abnett
- Grey-Knights-Reihe – Ben Counter
- Gedeih und Verderb – Henry Zou
- Rynns Welt – Steve Parker

sowie die space marine battles

### Simulationen
Für die Brett-, Karten- und Tabletopspielesimulationssoftware VASSAL existiert seit 2007 ein vollständig spielbares Modul, mit dem Warhammer 40.000 in Echtzeit gegen andere Spieler über das Internet gespielt werden kann. Das Modul wurde schon zu Zeiten der zweiten Edition begonnen, aber erst ab 2007 wurde es mit anderen Entwicklern zu vollständiger Spielbarkeit weiterentwickelt. Das Modul stellt ein simuliertes Spielfeld, Würfel, Marker und Grafiken für die Modelle aus der Vogelperspektive zur Verfügung. Die aktuelle Version ist 5.2 und enthält Grafiken für alle Fraktionen.
Die offizielle Seite für das Modul wurde auf Anforderung von Games Workshop vom Netz genommen, das Modul selber ist jedoch noch über zahlreiche Filehoster zu beziehen und wird über die Vassal-Software weiterhin rege genutzt.

### Sammelkarten
Mit der Firma Sabertooth Games hat Games Workshop ein Sammelkartenspiel aus dem Warhammer-40.000-Universum herausgebracht.

### Filme
Der Kurzfilm Inquisitor wurde im Rahmen der Zwischensequenzen für das Computerspiel Final Liberation erstellt und von Games Workshop offiziell für kurze Zeit auf VHS verkauft.
Im Jahre 2000 begannen die Arbeiten an einem Animationsfilm zur Comicserie BloodQuest. Die damit beschäftigte Firma Exile Films meldete jedoch im Verlauf der Arbeiten Insolvenz an, und das Projekt musste gestoppt werden.

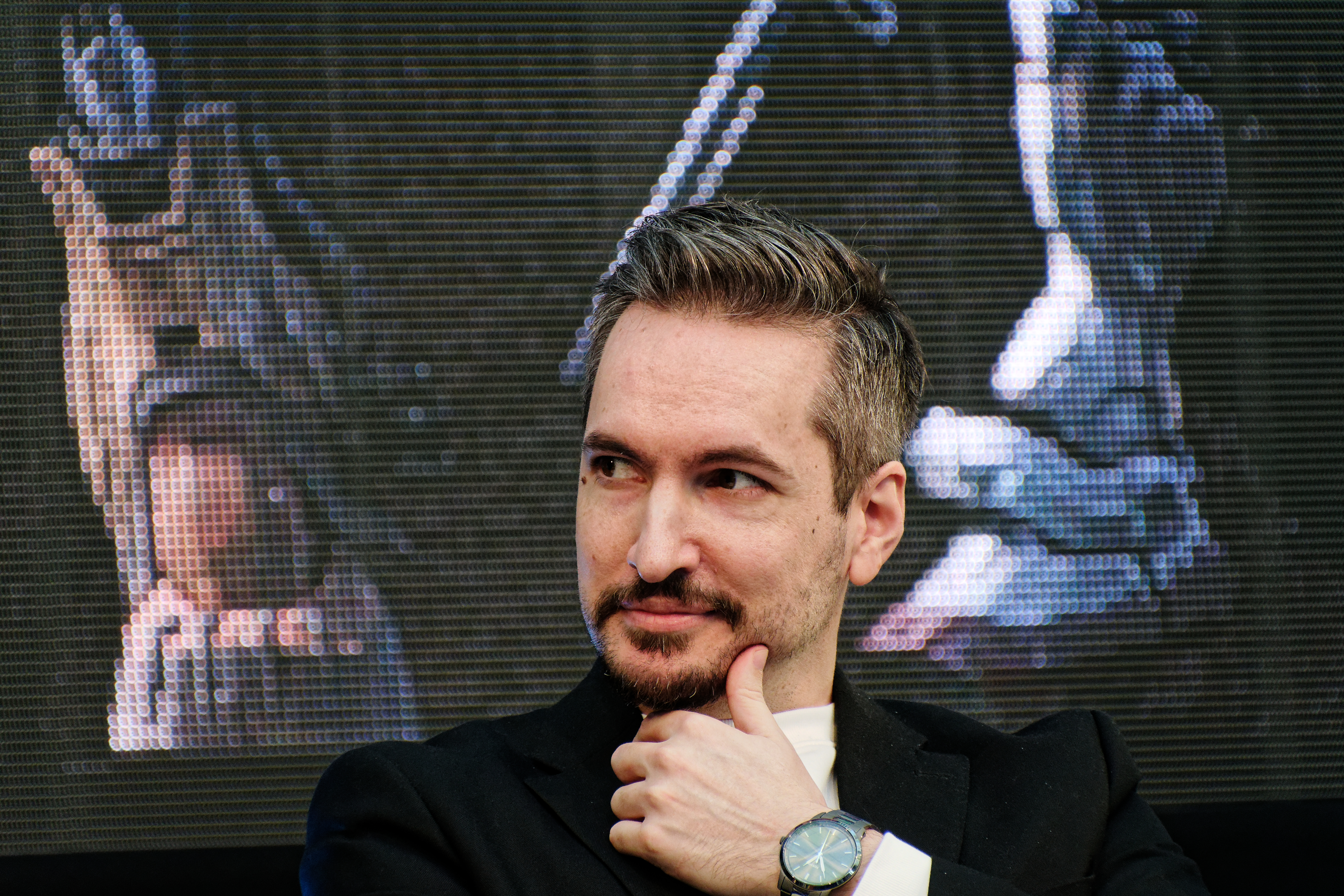
Erasmus Brosdau auf der ComicCon in Stuttgart 2014

Unter den Fans gab es bislang ein größeres Fanfilm-Projekt namens Damnatus, welches nach vierjähriger Bearbeitungszeit im Juli 2007 kurz nach der Fertigstellung von Games Workshop wegen möglicher urheberrechtlicher Komplikationen verboten wurde. Von denselben Machern ist im Juli 2018 ein neues Webserien-Projekt namens Eternal War veröffentlicht worden. Ein weiterer Fan-Film, The Lord Inquisitor, war ab 2011 in Arbeit und wurde hauptsächlich vom ehemaligen Crytek-Artist und Art-Direktor für Cinematics bei Star Citizen Erasmus Brosdau mit der Genehmigung von Games Workshop erstellt. Es wurden mehrere Teaser-Clips und Bilder veröffentlicht, aber Anfang 2018 wurde das Projekt schließlich eingestellt, da von Games Workshop keine offizielle Lizenz in Aussicht gestellt wurde.
Ein 76-minütiger, animierter Sci-Fi-Thriller mit dem Namen Ultramarines (der Name eines Space-Marine-Ordens) ist Direct-to-DVD im Dezember 2010 erschienen. Er wurde in England von CGI Film produziert und von der Firma Codex Pictures gedreht, welche bereits für Lego die Bionicle-Trilogie auf DVD umgesetzt hat.

### Musik
Bands, die auf das Spiel Bezug nehmen, sind:
- Bolt Thrower
- Debauchery

### Rollenspiel
Das Warhammer-40.000-Rollenspiel ist eine Rollenspielreihe, welche im Universum von Warhammer 40.000 angesiedelt ist. Die Regelbücher erlauben das Spielen von unterschiedlichen Szenarien mit einem ähnlichen Grundregelwerk. In den drei bisherigen Veröffentlichungen ist es möglich Inquisitorengefolge, eine Raumschiffcrew oder einen Space-Marine-Trupp zu spielen.